# Neosataria
Neosataria is een geslacht van weekdieren uit de klasse van de Gastropoda (slakken).

## Soort
- Neosataria evezardi (Blanford, 1880)